# パンデジタル数
パンデジタル数（パンデジタルすう、英: pandigital number）は、自然数の内 n 進法において0から n − 1 までの全ての数字を少なくとも1つ使って表される数のことである。
日本では小町算からの転用で0を含まないものを「小町数」と呼ぶ。そこからの派生で0を含むものを「大町数」と呼ぶ。

## 概説
例えば十進法では0から9までの全ての数字を使った 276498604153 などがパンデジタル数に当たる。パンデジタル数は無数にあり、その内、十進法において最も小さいものは1023456789である。
十進法のパンデジタル数を1023456789から小さい順に列記すると
1023456789, 1023456798, 1023456879, 1023456897, 1023456978, 1023456987, 1023457689, …(A050278)
n進法における最小のパンデジタル数は以下の式で表される。
{\displaystyle n^{n-1}+\sum _{d=2}^{n-1}dn^{(n-1)-d}}
それぞれの位取り記数法における最小のパンデジタル数は以下の通り。
| 底         | 最小のパンデジタル数                 | 十進法での値                                            |
| ---------- | ------------------------------------ | ------------------------------------------------------- |
| 1          | 1                                    | 1                                                       |
| 2          | 10                                   | 2                                                       |
| 3          | 102                                  | 11                                                      |
| 4          | 1023                                 | 75                                                      |
| 5          | 10234                                | 694                                                     |
| 6          | 102345                               | 8345                                                    |
| 8          | 10234567                             | 2177399                                                 |
| 10         | 1023456789                           | 1023456789                                              |
| 12         | 1023456789AB                         | 754777787027                                            |
| 16         | 1023456789ABCDEF                     | 1162849439785405935                                     |
| 20         | 1023456789ABCDEFGHIJ                 | 5271200985927977839335179                               |
| 36         | 1023456789ABCDEFGHIJKLMNOPQRSTUVWXYZ | 2959962226643665039859858867133882191922999717199870715 |
| ローマ数字 | MCDXLIV                              | 1444                                                    |

二進法で数を表せば 2n − 1 の形である 111…1（レピュニット）以外の自然数は全てパンデジタル数であるといえる。

## 十進法での具体例
十進法で最小のパンデジタル素数は10123457689である。十進法で数字が重複しないパンデジタル素数（十桁のパンデジタル数のうち素数であるもの）は存在しない。なぜなら10桁のパンデジタル数は各桁の数字の和が 0 + 1 + 2 + … + 9 = 45 となり、3(および9)の倍数となるからである。
11桁のパンデジタル素数で最大のものは98876532401である。
11桁のパンデジタル数の個数は 10! × (11 × 10 ÷ 2) × (9 ÷ 10) = 179625600 個である。
そのうち素数は6481542個である。
パンデジタル数である最小の平方数は 1026753849=320432であり、10桁のパンデジタル数のうち最大の平方数は 9814072356=990662 である。10桁のパンデジタル平方数は87個ある。
0を使わないパンデジタル数では以下の2つのフリードマン数が古くから知られている。
- 123456789 = ((86 + 2 × 7)5 - 91) / 34
- 987654321 = (8 × (97 + 6/2)5 + 1) / 34

2020年時点で以下のナイスフリードマン数を含む200以上のフリードマン数が知られている。
- 268435179 = –268 + 4(3×5 – 17) – 9

## パンデジタル近似
特定の数値の近似値となるパンデジタル数に関する研究もある。例として、1から9までの数字1つずつと数学記号（四則演算、括弧、指数）を使うと、ネイピア数は{\displaystyle (1+9^{-4^{7\times 6}})^{3^{2^{85}}}}と近似でき、小数点以下{\displaystyle 1.8\cdot 10^{25}}桁まで一致する。また、{\displaystyle (1+.2^{9^{7\times 6}})^{5^{3^{84}}}} とすると、{\displaystyle 8368428989068425943817590916445001887164(\approx 8.4\cdot 10^{39})} 桁まで一致する。